# Paul Bortnovschi
Paul Bortnovschi (n. 17 iulie 1922, Sinaia, Prahova, România – d. 12 octombrie 2007) a fost scenograf, arhitect, designer și profesor. Este întemeietorul școlii de scenografie din România.

## Biografie
Paul Bortnovschi a fost fiul inginerului Vladimir Bortnovski. În perioada 1933-1941 a fost elev la Liceul Mihai Eminescu, București. A studiat la Institutul de Arhitectură din București (1941-1949), având ca profesori pe Contantin Iotzu și Haralamb Georgescu. În perioada 1949-1953 a fost angajat la Camera de Comerț Exterior, serviciul Târguri, condus de arhitect Ascanio Damian; a executat design ambiental pentru pavilioanele românești de la mai multe expoziții internaționale. În 1951, împreună cu fratele său, Stan Bortnovski, a lucrat la proiectul Aerogării Băneasa, București.
Din 1951 a colaborat cu Liviu Ciulei, iar din 1953 a realizat scenografia la Teatrul Municipal (Teatrul Bulandra) și Teatrul Național, unde a fost numit prim scenograf în 1974. Între anii 1961-1973 a fost profesor la Institutul de Arte Plastice „Nicolae Grigorescu”, iar din 1967 șef de catedră. Promotor al înființării învățământului de design, a reușit înființarea secției în anul universitar 1969-1970. A realizat decorurile la montarea lui Lucian Pintile a piesei Revizorul de Gogol (1972) de la Teatrul Bulandra, interzisă de cenzura comunistă la cererea ambasadei Rusiei. A debutat în scenografia de film în echipă cu Liviu Ciulei și Mircea Bodianu.
A fost membru al Comisiei Internaționale OISTAT UNESCO pentru arhitectură teatrală, al Design History Society, vicepreședinte al Centrului Român al OISTAT, președinte al Comisiei Române de Arhitectură Teatrală, membru al Uniunii Artiștilor Plastici, membru UNITER. 

## Spectacole de teatru
- Omul care aduce ploaie, regia Liviu Ciulei (1957)
- Profesiunea doamnei Warren, regia Lucia Sturdza-Bulandra (1958)
- Hamlet, regia Ion Olteanu (1959)
- Moartea unui comis voiajor, regia Dinu Negreanu (1959)
- Copiii soarelui, regia Liviu Ciulei și Lucian Pintilie (1961)
- Proștii sub clar de lună, regia Lucian Pintilie (1962)
- Cezar și Cleopatra, regia Lucian Pintilie (1963)
- Inima mea este pe înălțimi, regia Lucian Pintilie (1964)
- Jocul de-a vacanța, regia Valeriu Moisescu (1964)
- Moartea lui Danton, regia Liviu Ciulei (1966)
- Livada cu vișini, regia Lucian Pintilie (1967)
- Victimele datoriei, regia Crin Teodorescu (1968)
- Revizorul, regia Lucian Pintilie (1972)
- Pygmalion, regia Moni Ghelerter (1974)

## Filmografie

### Scenograf
- Poveste sentimentală (1962)
- De ce trag clopotele, Mitică? (1981) – împreună cu Nicolae Șchiopu

## Premii și distincții
În 1975 a primit Premiul Uniunii Artiștilor Plastici pentru scenografie.
În 1993 a primit Premiul Uniunii Teatrale din România (UNITER) pentru întreaga activitate.
În anul 2000 a primit Ordinul Național „Pentru Merit” în grad de Mare Ofițer.
În anul 2002 a primit Premiul Național al Ministerului Culturii și Cultelor pentru întreaga activitate artistică.
În anul 2003 a primit titlul de Doctor Honoris Causa oferit de Uniunea Națională de Artă Teatrală și Cinematografică (UNATC).